# Goodyera afzelii
Goodyera afzelii är en orkidéart som beskrevs av Rudolf Schlechter. Goodyera afzelii ingår i släktet knärötter, och familjen orkidéer. Inga underarter finns listade i Catalogue of Life.